# Філімонов Дмитро Юрійович
Дмитро́ Ю́рійович Філімо́нов (11 листопада 1986 — 9 липня 2015) — молодший сержант Збройних сил України, учасник російсько-української війни.

## Життєпис
Закінчив ЗОШ села Залісці, Балинське ВПУ № 36, пройшов строкову службу у ЗСУ. Демобілізувавшись, працював трактористом на місцевому підприємстві.
У серпні 2014-го мобілізований; молодший сержант, головний сержант—командир міномета 2-го батальйону, 95-та окрема аеромобільна бригада. Перебував у зоні ведення бойових дій.
Загинув 9 липня 2015 року внаслідок мінометного обстрілу, вчиненого терористами поблизу міста Авдіївка.
12 липня 2015-го похований у селі Залісці.
Дмитро був сиротою, без нього лишився брат.

## Нагороди та вшанування
За особисту мужність, сумлінне та бездоганне служіння Українському народові, зразкове виконання військового обов'язку відзначений — нагороджений
- 22 вересня 2015 року — орденом «За мужність» III ступеня (посмертно)
- у травні 2016 року рішенням 29-ї сесії Дунаєвецької районної ради посмертно присвоєно звання «Почесний громадянин Дунаєвецького району».
- 10 травня 2016 року на будівлі залісцівської школи відкрито та освячено меморіальну дошку Дмитрові Філімонову.